# Axel Wulff
Axel Wulff (* 1. Januar 1883 in Nadelitz, Kreis Rügen; † nicht ermittelt) war ein deutscher Gutspächter und Politiker (NSDAP).
Wulff machte eine Landwirtschaftslehre und war ab 1909 Gutspächter in Poppelvitz bei Altefähr auf Rügen. Von 1920 bis 1930 war er Amtsvorsteher des Amtsbezirks Altefähr. Ferner war er Mitglied des Kreistages und 2. Kreisdeputierter des Kreises Rügen.
Er trat zum 1. Mai 1930 der NSDAP bei (Mitgliedsnummer 233.645) und war bis Juni 1933 kommissarischer Kreisleiter im Kreis Rügen. Bei der letzten Wahl der preußischen Provinziallandtage, die am 12. März 1933 nach der Machtergreifung der Nationalsozialisten stattfand, wurde er für die NSDAP im Wahlkreis Anklam in den Provinziallandtag der Provinz Pommern gewählt.  Der Provinziallandtag wählte ihn als stellvertretendes Mitglied in den Preußischen Staatsrat. Sowohl Provinziallandtag als auch Staatsrat wurden aber noch im ersten Jahr der NS-Herrschaft 1933 abgeschafft.